# Jiriri Kiteru
- ジリリ キテル (Romaji: Jiriri Kiteru, tên dịch ra tiếng Anh là I'm Running Out of Patience) là Single thứ mười của nhóm Berryz Koubou thuộc Hello! Project, và cũng là Single đầu tiên của họ trong năm 2006. Nó được phát hành vào ngày 29, tháng 3, năm 2006 với nhãn hiệu PICCOLO TOWN và số Catalog PKCP-5065.
- Một bản DVD Single V với PV của bài hát đã được phát hành vào ngày 5, tháng 4, năm 2006 với cùng nhãn hiệu và số Catalog PKBP-5048.

## Credit
- Sáng tác lời: Tsunku
- Dàn dựng: Yuasa Kouichi
- Hợp xướng: Inaba Atsuko và Takeuchi Hiroaki

## Danh sách bài hát trên CD
1. ジリリ キテル (Romanji: Jiriri Kiteru)
2. 図書室待機 (Romanji: Toshoshitsu Taiki)
3. ジリリ キテル (Instrumental) (Jiriri Kiteru (Bản nhạc khí))

## Danh sách bài hát trên Single V
1. ジリリ キテル (Romanji: Jiriri Kiteru)
2. ジリリ キテル (Dance Shot Ver.) (Jiriri Kiteru (Bản vũ đạo))
3. メイキング映像 (Quá trình dàn dựng)

## Những buổi biểu diễn trên truyền hình
- Ngày 26, tháng 03, năm 2006 Hello! Morning
- Ngày 28, tháng 03, năm 2006 Oha Star
- Ngày 07, tháng 04, năm 2006 Music Fighter

## Những buổi biểu diễn phối hợp
- Berryz Koubou Concert Tour 2006 Haru ~Nyoki Nyoki Champion!~
- Berryz Koubou Summer Concert Tour "Natsu Natsu! ~Anata wo Suki ni Naru Sangenzoku~"
- 2007 Sakura Mankai Berryz Koubou Live ~Kono Kandou ha Nidoto Nai Shunkan de Aru~
- Berryz Koubou Concert 2007 Haru ~Zoku Sakura Mankai Golden Week -Compilation~
- Berryz Koubou Concert Tour 2007 Natsu ~Welcome! Berryz Kyuuden~
- Berryz Koubou & C-ute Nakayoshi Battle Concert Tour 2008 Haru ~Berryz Kamen vs Cutie Ranger~ (cùng nhóm°C-ute)

## Bảng xếp hạng và doanh thu trênOricon
| T. Hai | T. Ba | T. Tư | T. Năm | T. Sáu | T. Bảy | C. Nhật | Xếp hạng trong tuần | Lợi nhuận hàng tuần |
| ------ | ----- | ----- | ------ | ------ | ------ | ------- | ------------------- | ------------------- |
| -      | 3     | 6     | 7      | 11     | 15     | 17      | 6                   | 14.727              |
| 9      | 18    | 32    | 26     | 32     | -      | -       | 27                  | 3.959               |
| -      | -     | -     | -      | -      | -      | -       | 121                 | 587                 |

Tổng doanh thu: 19.273

## Linh ta linh tinh
- Khúc nhạc dạo Piano trong bài là từ Etude Op. 10, No. 12 còn gọi là 'Revolutionary Etude' của Frederic Chopin.

## Liên kết khác
- Danh mục bài hát của Berryz Koubou từ UP-FRONT WORKS: CD Lưu trữ ngày 10 tháng 9 năm 2012 tại Wayback Machine, DVD Lưu trữ ngày 26 tháng 1 năm 2010 tại Wayback Machine
- Lời bài hát từ trang projecthello.com: Jiriri Kiteru, Toshoshitsu Taiki
- Dịch lời bởi Megchan: On Standby in the Library Lưu trữ ngày 10 tháng 3 năm 2008 tại Wayback Machine

### Đặt hàng tại
- CD: Amazon JP, CD Japan, Yes Asia Lưu trữ ngày 14 tháng 10 năm 2007 tại Wayback Machine
- Single V DVD: Amazon JP, CD Japan, Yes Asia Lưu trữ ngày 14 tháng 10 năm 2007 tại Wayback Machine